# Palaiargia perimecosoma
Palaiargia perimecosoma – gatunek ważki z rodziny pióronogowatych (Platycnemididae). Jest znany tylko z okazów typowych odłowionych na początku lat 50. XX wieku na 9 stanowiskach na wyspach Halmahera i Bacan w archipelagu Moluków.